# Schönstedt (Weißensee)

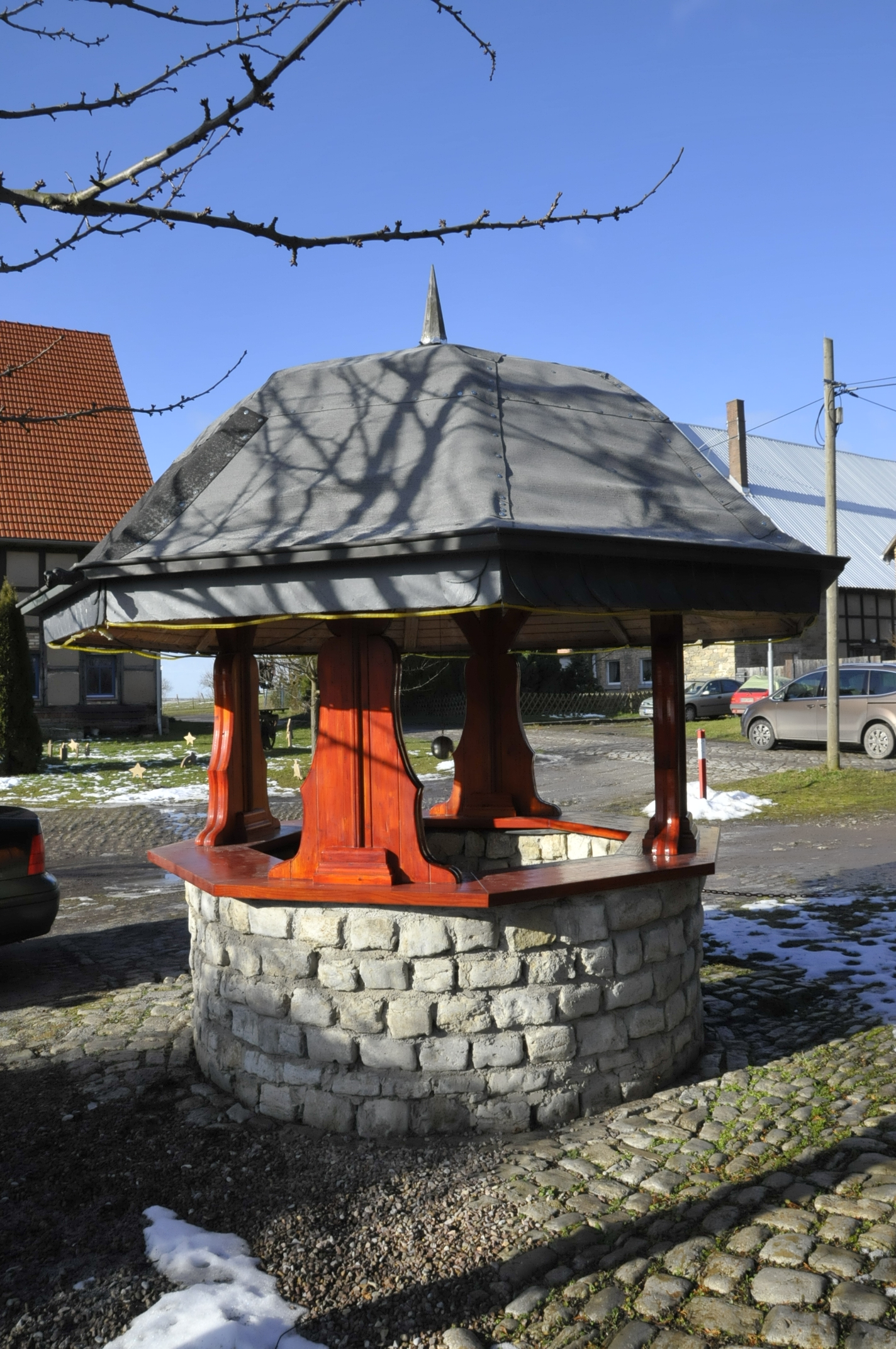
Dorfbrunnen

Schönstedt, auch als Schönstedter Hof bezeichnet, ist ein ehemaliges Gut, das heute zur Stadt Weißensee im Landkreis Sömmerda in Thüringen zugehörig ist.

## Lage
Eine Straße führt von der Landesstraße 2133 zum Weiler Schönstedt, der mitten in der fruchtbaren Feldmark der Unstrutniederung und des Thüringer Beckens östlich von Weißensee zwischen der Stadt und Scherndorf liegt.

## Geschichte
1229 wurde die Ansiedlung erstmals urkundlich bestätigt und die Unterlagen archiviert. Der Ort gehörte bis 1815 zum kursächsischen Amt Weißensee. Durch die Beschlüsse des Wiener Kongresses kam er zu Preußen und wurde 1816 dem Landkreis Weißensee im Regierungsbezirk Erfurt der Provinz Sachsen zugeteilt, zu dem er bis 1944 gehörte.
Im Weiler wohnen derzeit (2012) 55 Personen.